# Diecezja Nebbi
Diecezja Nebbi – diecezja rzymskokatolicka w Ugandzie. Powstała w 1996.

## Biskupi diecezjalni
- bp John Baptist Odama (1996–1999)
- bp Martin Luluga (1999–2011)
- bp Sanctus Wanok (2011–2018)
- bp Raphael P’Mony Wokorach (2021–2024)
- bp Constantine Rupiny (nominat)